# Constantino de Barbaron
Constantino de Barbaron (fallecido alrededor de 1263) fue un poderoso noble armenio de la familia Hetumida. Era el hijo de Vassag, el tío materno del rey León I de Armenia. Constantino fue el padre del rey armenio de Cilicia, Haitón I, que gobernó el reino armenio de Cilicia desde 1226 hasta 1270.
Constantino, también conocido como el Gran Barón Constantio, estaba casado con Alix (prima tercera de León II), con quien engendró a:
- Haitón I de Armenia
- Sempad el Condestable
- Juan, obispo de Sis
- Oshin de Córico, el padre del historiador Haitón de Córico
- María, quien se casó con Juan de Ibelín, conde de Jaffa, el famoso jurista
- Estefanía, quien se casó en 1237 con el rey Enrique I de Chipre[2]